# Hellraiser
Hellraiser är en skräckfilm från 1987. Filmen var Clive Barkers långfilmsregidebut och manuset som han också skrev är baserat på hans kortroman The Hellbound Heart.

## Handling
Filmen börjar med att Frank Cotton köper en pusselkub i ett oidentifierat muslimskt land som han sedan ses öppna med förödande konsekvenser. Krokar från ingenstans skjuts in i hans hud och sedan ses en mystisk gestalt med spikar insatta över hela huvudet (senare döpt till Pinhead) peta bland Franks sönderslitna kropp. I nästa scen anländer Franks bror Larry och hans fru Julia till ett stort övergivet hus som tillhörde de båda brödernas framlidna mor. Det två har planerat att röja ut och flytta in dit. Paret hittar spår efter Frank som bott i huset, men de blodiga resterna efter hans kropp har försvunnit spårlöst från husets vind så de tror att han är någon annanstans. Bland Franks tillhörigheter hittar Julia ett foto av sig själv tillsammans med Frank och det avslöjas att hon och Frank tidigare hade haft en het kärleksaffär tillsammans. I samband med inflyttningen några dagar senare introduceras Larrys dotter Kirsty och vi får reda på att Julia är hennes styvmor. Julia som inte drar jämnt med Kirsty och som har problem med sin relation till Larry, drar sig tillbaka till vinden och minns tillbaka till affären med Frank. Samtidigt skadar sig Larry (som har fobi för blod) på en spik och letar blödande reda på Julia för att hon hjälpa honom till sjukhus. Blodet som han spiller på vinden sugs upp av ett hjärta under golvbrädorna (det enda som finns kvar av Frank) och under kvällen återuppstår han delvis. Frank saknar stora delar av sin muskulatur och hud och när Julia återigen ger sig in på vinden efter att ha hört ett mystiskt ljud därifrån upptäcker hon den groteske Frank som säger att han behöver mer blod för att bli normal igen. Han lovar att de då kan bli tillsammans igen, men att de måste fly då han jagas av "cenobiterna" som var hans plågoandar efter att han öppnat kuben (som han trodde skulle leda till en ny värld av njutning). Julia går med på detta och förför en rad män som hon tar med till huset och slår ihjäl med en hammare så att Frank kan absorbera deras blod. Till slut är Frank återställd så när som på sin hud, men samtidigt anländer Kirsty som upptäcker honom och lyckas fly undan med kuben.
Kirsty springer iväg från huset, men kollapsar av utmattning. Hon vaknar upp på sjukhus och säger sig lida av minnesförlust. Doktorn säger att hon höll hårt i kuben när hon blev upptäckt och lämnar den hos henne för att friska upp hennes minne. Kirsty börjar sedan (ensam) undersöka kuben och lyckas öppna den. Detta leder till att cenobiterna ledda av "Pinhead" dyker upp och informerar henne om att hon kallat på dem för att de skall ta henne med sig till sin egen dimension där hon kommer att torteras och att ingen undkommer dem. I ett försök att rädda sig själv berättar Kirsty att Frank undkommit och cenobiterna går då med på att följa med henne och infånga honom igen. Frank har dock under tiden slagit ihjäl Larry och tagit hans hud som sin egen. Så när Kirsty dyker upp säger han bara att han är Larry och att han upptäckt och dödat Frank, men när han råkar avslöja sig flyr Kirsty undan (efter att Frank dödat Julia och absorberat hennes blod). Cenobiterna fångar in Frank och han slits i småbitar av krokar framför ögonen på Kirsty. Efter det börjar cenobiterna jaga efter Kirsty, men hon lyckas stänga kuben och därmed skicka tillbaka cenobiterna till deras egen värld en efter en. Filmen slutar med att Kirsty lägger kuben i en eld i hopp om att förstöra den. En uteliggare går dock obekymrat fram till elden, plockar upp kuben, förvandlas till en bevingad demon och flyger iväg med den. I filmens sista scen är kuben återigen till salu från samma ägare som sålde den i början.

## Om filmen
Arbetsnamnet på filmen var "Sadomasochists From Beyond The Grave" (Sadomasochister från bortom graven). Åldersgräns på bio i Sverige var 15 år och fem minuter av filmen klipptes bort på grund av våld. Nio uppföljare till denna film har spelats in. I uppföljaren Hellworld har hela historien om pusselkuben och cenobiterna (varelserna som framträder om man löser pusslet, bl.a. Pinhead) blivit till ett rollspel vid namn Hellworld. Hellraiser var en av inspirationskällorna till rollspelet Kult.

## Rollista (i urval)
- Andrew Robinson - Larry Cotton
- Clare Higgins - Julia Cotton
- Ashley Laurence - Kirsty Cotton
- Sean Chapman - Frank Cotton
- Oliver Smith - Frank som monster
- Doug Bradley - Pinhead

## Filmer i serien
- 1987 – Hellraiser
- 1988 – Hellraiser 2: Hellbound
- 1992 – Hellraiser 3: Hell On Earth
- 1996 – Hellraiser 4: Bloodline
- 2000 – Hellraiser 5: Inferno (direkt till video)
- 2002 – Hellraiser 6: Hellseeker (direkt till video)
- 2005 – Hellraiser 7: Deader (direkt till video)
- 2005 – Hellraiser 8: Hellworld (direkt till video)
- 2011 – Hellraiser 9: Revelations (direkt till video)
- 2011 – Hellraiser: Judgment (direkt till video)